# Cogna
Cogna é uma comuna francesa na região administrativa de Borgonha-Franco-Condado, no departamento de Jura. Estende-se por uma área de 6,6 km². Em 2010 a comuna tinha 256 habitantes (densidade: 38,8 hab./km²).